# Nina Marx
Nina Franziska Marx (* 14. Dezember 1973 in Berlin) ist eine Richterin am Bundesgerichtshof. 
Die Richterin trat nach Abschluss ihrer juristischen Ausbildung im Jahr 2004 in den höheren Justizdienst der Freien Hansestadt Bremen ein. Nach Abschluss des Studiums promovierte sie an der Georg-August-Universität Göttingen im Juni 2001 zum Doktor der Rechte. Sie war beim Amtsgericht Bremen-Blumenthal sowie dem Amtsgericht Bremen tätig, wo sie Ende 2006 zur Richterin am Amtsgericht ernannt wurde. Im Dezember 2007 wechselte sie als Richterin am Landgericht an das Landgericht Bremen, wohin sie bereits seit September 2007 abgeordnet war. Von Juli 2008 bis Juni 2011 war Nina Marx als wissenschaftliche Mitarbeiterin an den Bundesgerichtshof abgeordnet. Im Januar 2013 erfolgte ihre Beförderung zur Richterin am Hanseatischen Oberlandesgericht Bremen. Im Dezember 2014 folgte die Ernennung zur Richterin am Oberverwaltungsgericht im Nebenamt.
Am 29. Juni 2017 trat sie den Dienst am Bundesgerichtshof an und wurde von dem Präsidium zunächst mit jeweils hälftiger Arbeitskraft dem vornehmlich für den gewerblichen Rechtsschutz und das Urheberrecht mit Ausnahme der technischen Schutzrechte, für das Wettbewerbsrecht, das Transportrecht, das Maklerrecht sowie für Rechtsstreitigkeiten über Schiedssprüche zuständigen I. Zivilsenat sowie dem X. Zivilsenat zugewiesen, der schwerpunktmäßig mit Patent- und Gebrauchsmusterstreitsachen sowie Patentnichtigkeitssachen befasst ist. Darüber hinaus ist sie für Personenbeförderungs- und Reisevertragsrecht, Schenkungs- und Vergaberecht zuständig. Diesem Senat gehört sie seit 1. Januar 2018 mit voller Arbeitskraft an.

## Veröffentlichungen
- Gesetzmäßigkeit und Gleichmäßigkeit der Besteuerung in Frankreich. Nomos, Baden-Baden 2001, 246 Seiten, ISBN 978-3789076275, zugl. Diss. Göttingen
- Fallstricke in Pferderechtsprozessen seit Abschaffung des Viehgewährleistungsrechts. NJW 2010, 2839
- Die Darlegungs- und Beweislast beim qualifizierten Verschulden im Transportrecht nach der aktuellen Rechtsprechung des Bundesgerichtshofs. Transportrecht 2010, 174
- Münchener Kommentar zum Europäischen und Deutschen Wettbewerbsrecht (Kartellrecht) Bd. 3: Beihilfen- und Vergaberecht (Mitbearbeitung)